# Luzhou
Luzhou (en chino simplificado, 泸州市; pinyin, Lúzhōu shì) es una ciudad-prefectura en la provincia de Sichuan, República Popular de China. A una distancia aproximada de 240 kilómetros de la capital provincial. El río Tuo atraviesa la ciudad. Limita al norte con Neijiang, al sur y este con la provincia de Chongqing y al oeste con Yibin. Su área es de 12247 km² y su población es de 4,79 millones.

## Administración
La ciudad prefectura de Luzhou se divide en 7 localidades que se administran en 3 distritos y 4 condados. 
- Distrito Jiangyang 江阳区
- Distrito Naxi 纳溪区
- Distrito Longmatan 龙马潭区
- Condado Lu 泸县
- Condado Hejiang 合江县
- Condado Xuyong 叙永县
- Condado Gulin 古蔺县

## Historia
Luzhou, una ciudad conocida histórica y culturalmente en China, con una larga historia de más de 2000 años donde hace 7.000 años ya estaba habitada por seres humanos. A principios de las dinastías Shang y Zhou, Lúzhou era un anexo en el Estado Ba. Más tarde, en el 316 lúzhou incluía la mayor parte del estado ba establecido por el emperador Huiwen de la Dinastía Qin. Durante este período, la ciudad creció en economía. En el oeste de la Dinastía Han, el condado Jiangyang de Lúzhou se estableció en la zona de los ríos Yangtse y Tuojing, Luego, con el fin de explotar la región suroeste, el emperador Wu de la dinastía Han Oriental amplió este municipio. Como resultado, Luzhou se convirtió en un condado fronteriz, que trajo gran prosperidad a la refinería de sal y la agricultura. Más tarde, en 1960, se convirtió en una ciudad bajo el gobierno de la provincia de Sichuan, que abarca cinco condados que originalmente pertenecía a la ciudad de Yibin.

## Economía
Luzhou siempre ha sido un centro de actividades económicas en la zona fronteriza tri-provincia de Sichuan, Yunnan y Guizhou. La producción de alimentos, bebidas, y productos químicos, junto con la fabricación de equipos de construcción son las industrias más importantes de la economía local. El PIB total alcanzó 33110 millones de yuanes en 2006 (7.819 yuanes per cápita).

## Clima
Luzhou en general disfruta de un clima subtropical húmedo con clima vertical en la zona montañosa del sur, con estaciones diferentes, relativamente con alta temperatura, el sol es abundante como también sus lluvias, largos períodos libre de heladas, la ciudad ofrece un ambiente propicio para el desarrollo de la agricultura. Su temperatura media anual es de alrededor de 17C a 18C, siendo julio el mes más cálido con 27C y enero el más frío con 7C y la diferencia diaria de la temperatura es de unos 6C . La nieve es rara aquí. La precipitación media anual es de 748.4 mm a 1184,2 mm y no hay mucha lluvia en invierno y primavera lo opuesto en verano y otoño. El promedio de horas de sol es 1400 y el período libre de heladas dura 340 días.
| Parámetros climáticos promedio de Luzhou (1971−2000) | Parámetros climáticos promedio de Luzhou (1971−2000) | Parámetros climáticos promedio de Luzhou (1971−2000) | Parámetros climáticos promedio de Luzhou (1971−2000) | Parámetros climáticos promedio de Luzhou (1971−2000) | Parámetros climáticos promedio de Luzhou (1971−2000) | Parámetros climáticos promedio de Luzhou (1971−2000) | Parámetros climáticos promedio de Luzhou (1971−2000) | Parámetros climáticos promedio de Luzhou (1971−2000) | Parámetros climáticos promedio de Luzhou (1971−2000) | Parámetros climáticos promedio de Luzhou (1971−2000) | Parámetros climáticos promedio de Luzhou (1971−2000) | Parámetros climáticos promedio de Luzhou (1971−2000) | Parámetros climáticos promedio de Luzhou (1971−2000) |
| Mes                                                  | Ene.                                                 | Feb.                                                 | Mar.                                                 | Abr.                                                 | May.                                                 | Jun.                                                 | Jul.                                                 | Ago.                                                 | Sep.                                                 | Oct.                                                 | Nov.                                                 | Dic.                                                 | Anual                                                |
| ---------------------------------------------------- | ---------------------------------------------------- | ---------------------------------------------------- | ---------------------------------------------------- | ---------------------------------------------------- | ---------------------------------------------------- | ---------------------------------------------------- | ---------------------------------------------------- | ---------------------------------------------------- | ---------------------------------------------------- | ---------------------------------------------------- | ---------------------------------------------------- | ---------------------------------------------------- | ---------------------------------------------------- |
| Temp. máx. media (°C)                                | 10.1                                                 | 12.2                                                 | 17.1                                                 | 22.8                                                 | 26.4                                                 | 28.4                                                 | 31.4                                                 | 32.0                                                 | 26.4                                                 | 21.1                                                 | 16.5                                                 | 11.5                                                 | 21.3                                                 |
| Temp. mín. media (°C)                                | 6.0                                                  | 7.5                                                  | 10.9                                                 | 15.3                                                 | 18.9                                                 | 21.3                                                 | 23.5                                                 | 23.6                                                 | 20.1                                                 | 16.0                                                 | 11.8                                                 | 7.6                                                  | 15.2                                                 |
| Precipitación total (mm)                             | 26.2                                                 | 29.6                                                 | 36.9                                                 | 77.0                                                 | 142.5                                                | 159.6                                                | 169.7                                                | 170.8                                                | 130.2                                                | 78.5                                                 | 45.8                                                 | 26.9                                                 | 1093.7                                               |
| Días de precipitaciones (≥ 0.1 mm)                   | 12.8                                                 | 12.3                                                 | 13.3                                                 | 15.1                                                 | 16.9                                                 | 17.5                                                 | 14.5                                                 | 12.1                                                 | 15.5                                                 | 16.9                                                 | 13.3                                                 | 12.2                                                 | 172.4                                                |
| Fuente: Weather.com.cn                               |                                                      |                                                      |                                                      |                                                      |                                                      |                                                      |                                                      |                                                      |                                                      |                                                      |                                                      |                                                      |                                                      |